# Koshlong Creek
Koshlong Creek är ett vattendrag i Kanada.   Det ligger i provinsen Ontario, i den sydöstra delen av landet, 230 km väster om huvudstaden Ottawa. Koshlong Creek ligger vid sjön Koshlong Lake.
I omgivningarna runt Koshlong Creek växer i huvudsak blandskog. Runt Koshlong Creek är det mycket glesbefolkat, med 2 invånare per kvadratkilometer.